# Pachysaga strobila
Pachysaga strobila је инсект из реда Orthoptera. 

## Угроженост
Ова врста је крајње угрожена и у великој опасности од изумирања.

## Распрострањење
Аустралија је једино познато природно станиште врсте.

## Станиште
Врста Pachysaga strobila има станиште на копну.